# King Swope

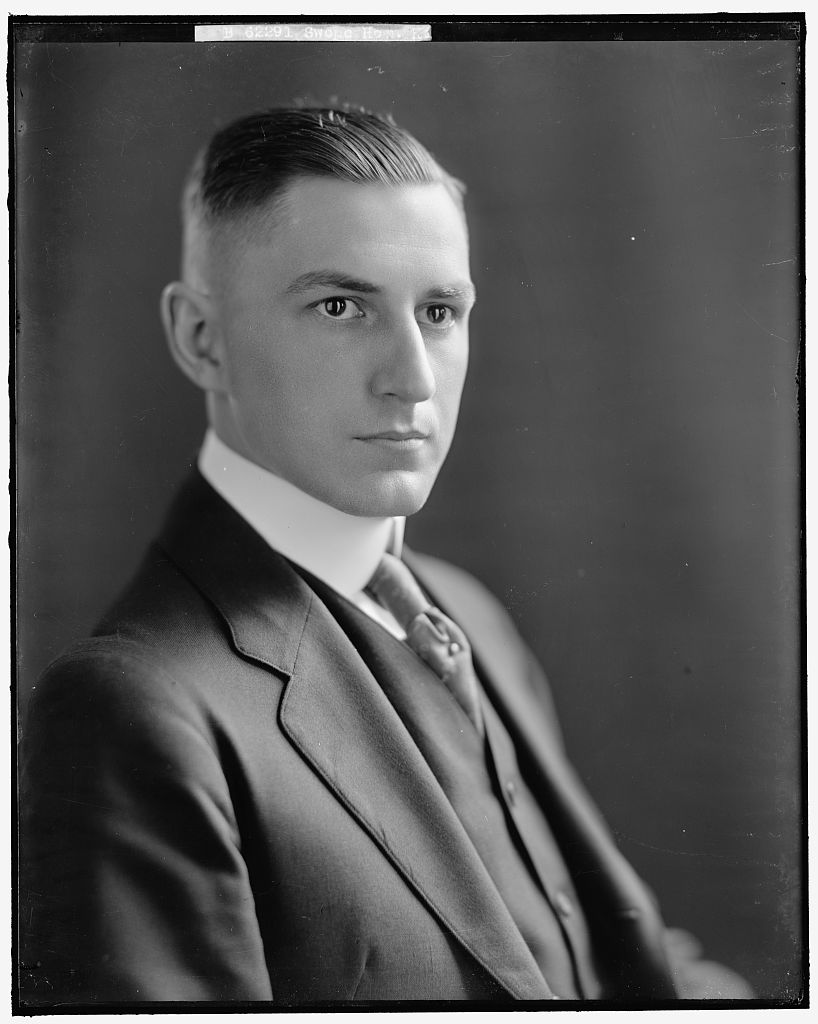
King Swope

King Swope (* 10. August 1893 in Danville, Kentucky; † 23. April 1961 in Lexington, Kentucky) war ein US-amerikanischer Politiker. Zwischen 1919 und 1921 vertrat er den Bundesstaat Kentucky im US-Repräsentantenhaus.

## Werdegang
King Swope besuchte die öffentlichen Schulen seiner Heimat sowie das Centre College in Danville, das er im Jahr 1914 absolvierte. Nach einem anschließenden Jurastudium an der University of Kentucky und seiner 1915 erfolgten Zulassung als Rechtsanwalt begann er in  Lexington in diesem Beruf zu arbeiten. Während des Ersten Weltkrieges war er Hauptmann in einer Infanterieeinheit der United States Army.
Politisch war Swope Mitglied der Republikanischen Partei. Nach dem Tod des Abgeordneten Harvey Helm wurde er bei der fälligen Nachwahl für den achten Sitz von Kentucky als dessen Nachfolger in das US-Repräsentantenhaus in Washington, D.C. gewählt, wo er am 1. August 1919 sein neues Mandat antrat. Da er bei den regulären Wahlen des Jahres 1920 nicht bestätigt wurde, konnte er bis zum 3. März 1921 nur die Legislaturperiode seines Vorgängers beenden. In dieser Zeit wurde der 19. Verfassungszusatz ratifiziert, der die bundesweite Einführung des Frauenwahlrechts  gesetzlich vorschrieb.
Nach seiner Zeit im Kongress praktizierte Swope zunächst wieder als Anwalt. Zwischen 1928 und 1931 war er regionaler Parteivorsitzender der Republikaner im Fayette County. Von 1931 bis 1940 fungierte Swope als Richter im 22. Gerichtsbezirk von Kentucky. Zur gleichen Zeit gehörte er dem juristischen Rat (Judicial Council) seines Staates an. In den Jahren 1935 und 1939 kandidierte er jeweils erfolglos für das Amt des Gouverneurs von Kentucky. Zwischen 1936 und 1944 war er Delegierter zu den jeweiligen Republican National Conventions. Im Jahr 1936 leitete er den regionalen republikanischen Parteitag in Kentucky.
King Swope starb am 23. April 1961 in Lexington und wurde dort auch beigesetzt.